# Institut de Recherche et Coordination Acoustique/Musique

La facciata ovest dell'edificio che ospita l'IRCAM

L'Institut de recherche et coordination acoustique/musique (in italiano: Istituto per la ricerca e la coordinazione acustica/musicale; IRCAM) è un'istituzione creata nel 1976 a Parigi, nel Centre Pompidou, da Pierre Boulez votata alla ricerca scientifica legata alla produzione musicale con mezzi informatici ed elettronici.

## Storia
Nel 1970 il presidente francese George Pompidou chiese a Pierre Boulez, un direttore d'orchestra e compositore francese, di fondare un'istituzione per la ricerca sulla musica. L'IRCAM aprì nel 1977 e Boulez ne divenne il primo direttore. Nel 1990 stabilì un programma di corsi per i giovani compositori riguardante la composizione di musica attraverso i computer. Nel 1992 Boulez, divenuto direttore onorario, cede il posto a Laurent Bayle, a cui succederà a sua volta nel 2002 il filosofo Bernard Stiegler.
La libreria multimediale dell'IRCAM, costruita nel 1996, è una delle prime librerie ibride, ossia librerie su carta e su computer, con quasi 1000 ore di musica registrata e circa 2000 articoli scientifici online, in aggiunta a una collezione "tradizionale" di spartiti e libri sulla musica.
Molti concetti della musica elettronica sono "emersi" all'IRCAM, per esempio John Chowning iniziò qui a lavorare sulla sintesi a modulazione di frequenza (o sintesi FM), oppure Miller Puckette scrisse qui originariamente il software MAX. Molte tecniche associate alla musica spettrale, come le analisi basate sulla FFT (Fast Fourier Transform) sono state create dalla tecnologia messa a disposizione dall'IRCAM.
L'IRCAM organizza classi per istruire i compositori sulla tecnologia applicata alla musica, i compositori che non hanno esperienza nell'utilizzare e nel creare musica con la tecnologia vengono affiancati da un tutor.